# Serie 0050 de CP
La série 0050 fue un tipo de automotor al servicio de la empresa pública que gestiona el transporte ferroviario en Portugal - CP (Comboios de Portugal).

## Características técnicas

### Informaciones diversas
Año de entrada en servicio: 1948
Tipo de transmisión: Hidráulica
Naturaleza de servicio: Regional
Ancho de via: 1668 mm

### Constructores/fabricantes
Partes mecánicas: Nohab
Motores de tracción: Scania - Vabis
Transmisión: AB Atlas Diesel
Lubrificadores de verdugos: no tiene
Registador de velocidad: No tiene
Equipamiento de aporte eléctrico: Nohab
Sistema de hombre muerto: Nohab

### Características generales
Diámetro de ruedas (nuevas): 700 mm
Número de cabinas de conducción: 2
Freno neumático: Aire comprimido

### Características de funcionamiento
Velocidad máxima: 80 km/h
Esfuerzo de tracción:
- En el arranque: 3 440 kg
- Esfuerzo de tracción a velocidad máxima: 740 kg

Freno dinámico:
- Esfuerzo máximo de las ruedas: No tiene
- Velocidad correspondiente: No tiene

### Motor diésel de tracción
Cantidad: 1
Número de tiempos: 4
Diámetro y curso: 155 x 136 mm
Sobrealimentación: No tiene
Potencia nominal (U. I. C.): 150 Cv
Velocidad nominal: 1500 rpm
Potencia de utilización: 150 Cv

### Transmisión de movimiento
Características esenciales: 2 escalones de marcha, 1 hidráulico y otro mecánico